# Фрейзер, Бретт
Бретт Майкл Фрейзер (англ. Brett Michael Fraser; род. 28 августа 1989, Джорджтаун, Британские заморские территории) — кайманский пловец. Вместе со старшим братом Шоном участник Олимпийских игр 2008 и 2012 годов.
На церемонии открытия летних Олимпийских игр 2012 был знаменосцем команды Островов Кайман.

## Карьера
На Олимпийских играх в Пекине занял 29-е место по результатам предварительных заплывов на 200 метров на спине и не смог квалифицироваться в следующий этап.
На следующей Олимпиаде в 2012 году принял участие в соревнованиях вольным стилем на 50, 100 и 200 метров.
На соревнованиях на 50 метров проиграл на предварительном этапе, заняв 32-е место.
На соревнованиях на 100 и 200 метров дошёл до полуфинального этапа, где уступил, заняв 7-е и 6-е места соответственно.